# Бжисьце (Мелецький повіт)
Бжисьце (пол. Brzyście) — село в Польщі, у гміні Ґавлушовиці Мелецького повіту Підкарпатського воєводства.
Населення — 290 осіб (2011).
У 1975-1998 роках село належало до Ряшівського воєводства.

## Демографія
Демографічна структура станом на 31 березня 2011 року:
|          | Загалом | Допрацездатний вік | Працездатний вік | Постпрацездатний вік |
| -------- | ------- | ------------------ | ---------------- | -------------------- |
| Чоловіки | 143     | 24                 | 104              | 15                   |
| Жінки    | 147     | 30                 | 91               | 26                   |
| Разом    | 290     | 54                 | 195              | 41                   |